# Samcheon-dong
Samcheon-dong (koreanska: 삼천동) är en stadsdel i staden Jeonju i provinsen Norra Jeolla  i den centrala delen av Sydkorea, 200 km söder om huvudstaden Seoul. Den ligger i stadsdistriktet Wansan-gu.

## Indelning
Administrativt är Samcheon-dong indelat i:
| Namn    | Namn                 | Yta km² | Invånare 31 dec 2020 |
| ------- | -------------------- | ------- | -------------------- |
| 삼천1동 | Samcheon 1(il)-dong  | 0,70    | 11 842               |
| 삼천2동 | Samcheon 2(i)-dong   | 0,74    | 13 599               |
| 삼천3동 | Samcheon 3(sam)-dong | 27,30   | 22 407               |